# Lutjanus apodus
Lutjanus apodus là một loài cá biển thuộc chi Lutjanus trong họ Cá hồng. Loài này được mô tả lần đầu tiên vào năm 1792.

## Từ nguyên
Từ định danh apodus được ghép bởi hai âm tiết trong tiếng Hy Lạp cổ đại: tiền tố a (ἀ; "không") và podós (ποδός; "chân"), hàm ý đề cập đến việc loài cá này được mô tả từ một bức vẽ thiếu vây ngực.

## Phân bố và môi trường sống
L. apodus có phân bố rộng rãi dọc Tây Đại Tây Dương, từ Bermuda và Cape Canaveral, Florida trải dài về phía nam, băng qua vịnh México (Florida Keys ngược về phía bắc đến Tampa, Florida, và từ Alabama dọc theo bờ vịnh đến bán đảo Yucatán) và khắp biển Caribe.
Ghi nhận của L. apodus ở Brasil trước đây nhiều khả năng là nhầm lẫn với Lutjanus alexandrei. Những cá thể L. apodus lang thang chưa trưởng thành thỉnh thoảng cũng bắt gặp xa về phía bắc đến vùng New England.
L. apodus trưởng thành sống trên các rạn san hô ở vùng nước trong gần bờ, thường thấy gần các san hô Acropora palmata và san hô mềm, được tìm thấy ở độ sâu ít nhất là 89 m; trong khi cá con thường xuất hiện ở nền đáy cát (có thể có cỏ biển Thalassia), nền đáy bùn đầm phá hoặc vùng rừng ngập mặn.
Tình trạng ô nhiễm ven biển, lắng bùn, tẩy trắng san hô hay biến đổi khí hậu dễ ảnh hưởng đến L. apodus, vì chúng có mối quan hệ với rừng ngập mặn và rạn san hô.

## Mô tả
Chiều dài cơ thể lớn nhất được ghi nhận ở L. apodus là 79 cm, thường bắt gặp với chiều dài trung bình khoảng 35 cm. Đầu và thân trên của màu ô liu xám phớt vàng, thân dưới và bụng nhạt màu hơn. Có 8 vạch hẹp màu nhạt hai bên thân (các vạch có thể mờ hoặc không có ở cá trưởng thành). Thường có một vạch xanh lam trên đầu bên dưới mắt, từ hàm kéo dài đến nắp mang, vạch thường đứt đoạn thành các gạch ngang và đốm. Các vây màu vàng tươi, vàng lục hoặc cam nhạt.
Số gai ở vây lưng: 10; Số tia vây ở vây lưng: 14; Số gai ở vây hậu môn: 3; Số tia vây ở vây hậu môn: 8; Số tia vây ở vây ngực: 16–17; Số vảy đường bên: 40–45.
Ở Lutjanus alexandrei, loài tương đồng với L. apodus về kiểu hình nhất, thân của chúng ánh đỏ và các vây cũng màu đỏ chứ không phải vàng như L. apodus, cũng như chỉ có 6 vạch trắng (có khi mờ) thay vì 8 như L. apodus, và chênh nhau số vảy đường bên.

## Sinh thái

### Thức ăn
Ở Puerto Rico, thức ăn của cá con L. apodus dưới 7 cm chủ yếu là giáp xác, đặc biệt là giáp xác chân khớp và cua; ngược lại, cá trên 7 cm ăn cá nhiều hơn, nhưng cũng bổ sung một phần nhỏ các loài giáp xác. Ngoài giáp xác, chúng cũng ăn cả các loài chân đầu, chân bụng và giun nhiều tơ.
Ở Bahamas, cá con tiêu thụ nhiều ba khía Aratus và tôm gõ mõ Alpheus nhất. Cá gần trưởng thành dần chuyển sang ăn nhiều cá hơn.

### Tuổi thọ
Tuổi thọ lớn nhất mà L. apodus được ghi nhận tính đến thời điểm hiện tại là 42 năm, thuộc về cá thể thu thập ở bờ biển phía đông nam bang Florida.

## Giá trị
L. apodus được đánh bắt, nhưng bị nhắm mục tiêu ít hơn nhiều so với hầu hết các loài cùng loại. Chúng được xem là một loại cá thực phẩm có thịt ngon, được bán ở dạng tươi hoặc đông lạnh, tuy nhiên có thể mang độc tố ciguatera như đã được báo cáo ở quần đảo Virgin.